# Chrysotus caerulus
Chrysotus caerulus är en tvåvingeart som beskrevs av Van Duzee 1924. Chrysotus caerulus ingår i släktet Chrysotus och familjen styltflugor.
Artens utbredningsområde är British Columbia. Inga underarter finns listade i Catalogue of Life.